# Graciela Yanes
Graciela Yanes Ojeda (Tenerife, 10 de septiembre de 1965) es una ex gimnasta rítmica española que fue componente de la selección nacional de gimnasia rítmica de España en la modalidad de conjuntos. Su logro más reseñable es la medalla de bronce obtenida en el Campeonato Europeo de 1984.

## Biografía deportiva

### Inicios
Nacida en Santa Cruz de Tenerife, comenzó en la gimnasia rítmica con 13 años de edad en su instituto, inicialmente en el conjunto. Poco después pasó a entrenar en el Club Avia a las órdenes de Nelva Estévez. En 1982 el club se transformó en la Escuela Provincial de Tenerife y en 1983 en la Escuela Municipal de Tenerife. Con Margarita Tomova como entrenadora, fue escogida para ser gimnasta individual, y en diciembre de 1983 logró ser plata en 2ª categoría en el Campeonato de España Individual celebrado en Málaga. Poco después fue seleccionada por Emilia Boneva para ingresar en la selección nacional. En julio de 1984, antes de trasladarse a Madrid, participó en el Campeonato de España de Conjuntos en Segovia, logrando con la Escuela Municipal el oro en 2ª categoría, por delante del C.E.G.R. Zaragoza y el Club Ivanka Tchakarova de Pamplona.

### Etapa en la selección nacional
A mediados de 1984 entró a formar parte del conjunto español de gimnasia rítmica, entrenando en el Gimnasio Moscardó de Madrid a las órdenes de la seleccionadora nacional Emilia Boneva y la entrenadora de conjuntos, Ana Roncero. Georgi Neykov era el coreógrafo del equipo. Conviviría en la Residencia Joaquín Blume junto al resto del equipo. En 1984 logró la medalla de bronce en el concurso general del Campeonato Europeo de 1984 en Viena. La integrantes del conjunto que logró esta medalla eran Graciela, Pilar Domenech, María Fernández (capitana), Virginia Manzanera, Eva Obalat y Nancy Usero, además de Rocío Ducay y Ofelia Rodríguez como suplentes. Tras este logro les fue concedida a todas la Medalla al Mérito Gimnástico de 1984, galardón de la Real Federación Española de Gimnasia que les fue entregado en 1985 en una ceremonia presidida por Alfonso de Borbón y Dampierre, duque de Cádiz, entonces presidente del COE. 
En 1985 obtuvo el 7º puesto en el Campeonato Mundial de Valladolid. El conjunto en este campeonato lo formaron Graciela, Pilar Domenech, María Fernández, Eva Obalat, Ofelia Rodríguez y Nancy Usero, además de Ester Domínguez, Rocío Ducay, Laura Manzanera y Estela Martín como suplentes.

### Retirada de la gimnasia
En el ciclo preolímpico de Atlanta 1996, Yanes fue a Estados Unidos para entrenar al conjunto estadounidense de gimnasia rítmica. Un año antes de los Juegos dejó el puesto, tomándolo una entrenadora búlgara. En la actualidad forma parte del cuadro técnico del Club Odisea Tenerife.
El 16 de noviembre de 2019, con motivo del fallecimiento de Emilia Boneva, unas 70 exgimnastas nacionales, entre ellas Graciela, se reunieron en el tapiz para rendirle tributo durante el Euskalgym. El evento tuvo lugar ante 8.500 asistentes en el Bilbao Exhibition Centre de Baracaldo y fue seguido además de una cena homenaje en su honor.

## Legado e influencia

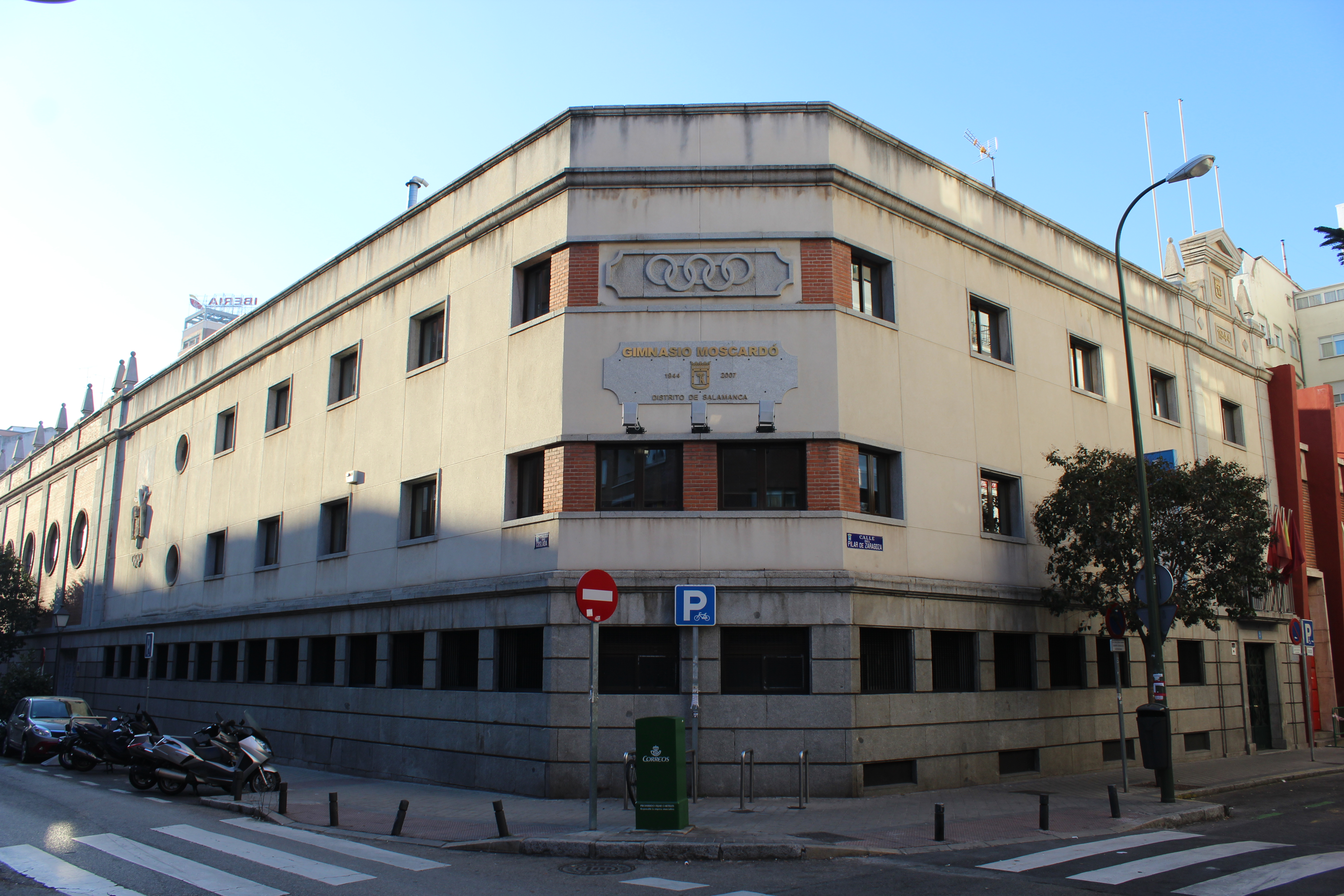
El Gimnasio Moscardó, en el distrito de Salamanca (Madrid), fue el lugar de entrenamiento de la selección nacional de gimnasia rítmica hasta 1997.

La medalla de bronce en el Europeo de Viena en 1984 fue la primera para el conjunto español desde 1975, e inició un amplio periodo de consecución de preseas internacionales. En una entrevista en 2016, la capitana de aquel conjunto, María Fernández Ostolaza, destacaba la importancia de esa medalla para la gimnasia rítmica española:

«En aquella época, nosotras lo que queríamos era derrocar a los países del Este [...] Como las medallas eran siempre Rusia, Bulgaria y Checoslovaquia, lo nuestro fue un grandísimo hito y el bronce del Europeo sí que fue una hazaña para el equipo. Fue el inicio de algo».
—María Fernández, en declaraciones en 2016 a Córner-rítmica

## Música de los ejercicios
| Año         | Aparatos           | Música                                                       |
| ----------- | ------------------ | ------------------------------------------------------------ |
| 1983 - 1984 | 3 aros y 3 cuerdas | Desconocida.                                                 |
| 1984        | 3 aros y 3 cuerdas | Desconocida.                                                 |
| 1985        | 3 aros y 3 pelotas | El pasodoble «Francisco Alegre» de Quintero, León y Quiroga. |

## Palmarés deportivo

### A nivel de club
| 1983 - Campeonato de España Individual en Málaga Plata en concurso general (2ª categoría) | 1984 - Campeonato de España de Conjuntos en Segovia Oro en concurso general (2ª categoría) |

### Selección española
| 1984 - Campeonato de Europa de Viena Bronce en concurso general | 1985 - Campeonato del Mundo de Valladolid 7º puesto en concurso general |

## Premios, reconocimientos y distinciones
- Medalla al Mérito Gimnástico de 1984, otorgada por la Real Federación Española de Gimnasia (1984)[7]